# Michelle Bauer
Pour les articles homonymes, voir Bauer.
Michelle Bauer est une actrice américaine née le 1er octobre 1958 à Montebello en Californie.

## Biographie
Née en 1958, Michelle Bauer est une actrice spécialisée dans les films d'exploitation. Au début de sa carrière, elle a notamment été modèle dans la revue  Penthouse (elle fut la Penthouse Pet de juillet 1981) et a tourné dans plusieurs films pornographiques. Elle a ensuite régulièrement tourné sous la direction de réalisateurs comme Fred Olen Ray (The Tomb, Hollywood Chainsaw Hookers, Beverly Hills Vamp) ou David DeCoteau (Nightmare Sisters, Sorority Babes in the Slimeball Bowl-O-Rama, Etreinte Mortelle, Puppet Master III: Toulon's Revenge).
Michelle Bauer a souvent joué aux côtés des actrices Brinke Stevens et Linnea Quigley. Toutes trois ont d'ailleurs acquis une notoriété dans les années 1980 en tant que Scream Queen, représentatives des films de série B produits à cette époque, en particulier dans le genre du fantastique et de l'épouvante.

## Filmographie sélective

### Cinéma et vidéo
- 1981 : Nightdreams
- 1982 : Maîtresse de maison (non-créditée)
- 1982 : Café Flesh : Lana
- 1983 : Get Crazy : Une groupie (non-créditée)
- 1983 : The Man Who Wan't Here (non-créditée)
- 1984 : Monaco Forever : La femme nazie (non-créditée)
- 1985 : Tomboy (non-créditée)
- 1985 : Le monde oublié (Cavegirl) : une étudiante
- 1985 : Screentest : La danseuse / Femme ninja
- 1985 : The Trap : Diane (non-créditée)
- 1985 : Kidnapped Girls Agency : Tracey Tailor
- 1986 : Le Mystère de la pyramide (The Tomb) : Nefratis
- 1986 : Roller Blade : Bod Sister
- 1986 : Les Anges du mal 2 (non-créditée)
- 1986 : Armés pour répondre : La danseuse
- 1986 : Beverly Hills Girls : Michelle Scott
- 1986 : Penthouse Love Stories : Mrs. Grant (segment The Therapist)
- 1987 : Commando Squad (non-créditée)
- 1987 : Cyclone (non-créditée)
- 1987 : Lust for Freedom : Jackie
- 1987 : The Phantom Empire
- 1987 : Overkill : La voisine
- 1987 : Night of the Living Babes : Sue
- 1987 : Nightmare Sisters : Mickey
- 1988 : Sorority Babes in the Slimeball Bowl-O-Rama : Lisa
- 1988 : Transmutation (Demonwarp) : Betsy
- 1988 : Hollywood Chainsaw Hookers : Mercedes
- 1988 : Le Vampire de l'espace (non-créditée)
- 1988 : Soeur Vengeance (Lady Avenger) : Annalee
- 1988 : Death Row Diner : Julia Wilcox-Weston
- 1988 : Warlords : Fille du harem
- 1989 : Délire à l'université (Assault of the Party Nerds) : Muffin
- 1989 : Danger, femme armée (American Rampage) : Fille de la piscine
- 1989 : Ma prof est une extraterrestre (Dr. Alien) : Une étudiante
- 1989 : Étreinte mortelle (Deadly Embrace) : La femme du rêve
- 1989 : Terminal Force
- 1989 : Puzzle Mortel (The Jigsaw Murders) : Cindy Jakulski
- 1989 : Terror Night : Jo
- 1989 : Beverly Hills Vamp: Kristina
- 1989 : Murder Weapon : Fille de la douche à la TV (non-créditée)
- 1990 : Spirits : Soeur Mary (non-créditée)
- 1990 : Le prix du péché (Naked Obsession) : la danseuse (non-créditée)
- 1991 : Virgin High : Miss Bush
- 1991 : Puppet Master III : La Revanche de Toulon (Puppet Master III: Toulon's Revenge) : Lili
- 1991 : Scream Queen Hot Tub Party : Michelle Bauer
- 1991 : Camp Fear
- 1992 : Qui a peur du diable? (Evil Toons) : Mrs. Burt
- 1992 : Chickboxer : Greta 'Chickboxer' Holtz
- 1992 : Hellroller : Michelle Novak
- 1992 : The Summoned : Marilyn Stevenson
- 1993 : Naked Instinct : Michelle
- 1993 : The Flesh Merchant : Kitty Genovese
- 1993 : The Dwelling : Pam
- 1993 : Witch Academy : Tara
- 1994 : Dinosaur Island : June
- 1995 : Bikini Drive-In : Dyanne Lynn
- 1995 : Asssault of the Party Nerds 2: The Heavy Petting Detective : Muffin
- 1995 : L'Attaque de la pin-up géante (Attack of the 60 Foot Centerfolds) : Dr. Joyce Mann
- 1995 : Blonde Heaven : Amanda Blackwell
- 1995 : Red Lips : Lisa
- 1995 : Vampire Vixens from Venus : Shampay
- 1997 : Hybrid : Pin-Up (non-créditée)
- 1997 : Masseuse 2 : Eva
- 1997 : The Last Embrace : Feminatrix
- 1997 : You Only Live Until You Die : Madame Greta
- 1997 : Little Miss Magic : Kristin
- 1998 : Maximum Revenge : Shana
- 1998 : Lust for Frankenstein : Goddess - La créature
- 1998 : Mari-Cookie and the Killer Tarantula in 8 Legs to Love You : Sheriff Marga
- 1999 : Timegate: Tales of the Saddle Tramps : Miss Marie
- 1999 : Shame, shame, shame : Une ménagère
- 2000 : Blood and Honor : Maude Stuart
- 2003 : The Erotic Misadventures of the Invisible Man : Ruth Knight
- 2004 : Tomb of the Werewolf : Elizabeth Bathory
- 2005 : The Naked Monster : La mère de famille
- 2006 : The Bikini Escort Company : Miss Howell
- 2006 : Whispers from a Shallow Grave : La victime de viol
- 2008 : Gingerdead Man 2: Passion of the Crust : Polly Bunderhoof
- 2010 : Megaconda : Anna Carson
- 2011 : 1313: Wicked Stepbrother : Minerva
- 2011 : 1313: Actor Slash Model : Suzy
- 2012 : 1313: Cougar Cult : Victoria
- 2012 : 1313: Bermuda Triangle : Echo
- 2012 : Voodoo Academy : Virginia
- 2013 : The Trouble with Barry : Michelle
- 2014 : Trophy Heads : Michelle Bauer
- 2014 : 3 Scream Queens : Sylvia
- 2014 : Noël au soleil : La femme
- 2022 : Mark of the Devil 777: The Moralist, Part 2 : Miss Mann
- 2022 : Sorority Babes in the Slimeball Bowl-O-Rama 2 : Lisa
- 2023 : Goin' Clean : Miss Howell
- 2024 :   Monster Mash  : Browning
- 2024 :   I Got a Bullet with Your Name on It!  : Nikki
- 2024 :   Return of the Dark House of Mystery  : Emma Lou
- 2024 :   Grandma  : Heather
- 2025 :   Nightmare Party! Twerk of Terror  : Mickey
- 2025 :   Mouse of Horrors  : Silvia Sand
- 2025 :   The Land That Time Forgot  : Margaret Laure
- 2025 :   Mary-Day and the Scream Queens  : Michelle

### Télévision
- 1997 : Click (mini-série) : Madame Greta
- 2008 : Voodoo Dollz (Téléfilm) : Miss Anton
- 2011 : Little Witches (Téléfilm) : Abigail Turner
- 2011 : Emmanuelle Through Time: Emmanuelle's Supernatural Sexual Activity (Téléfilm) : Michelle
- 2012 : Emmanuelle Through Time: Emmanuelle's Skin City (Téléfilm) : Michelle